# Haus Wallstraße 45

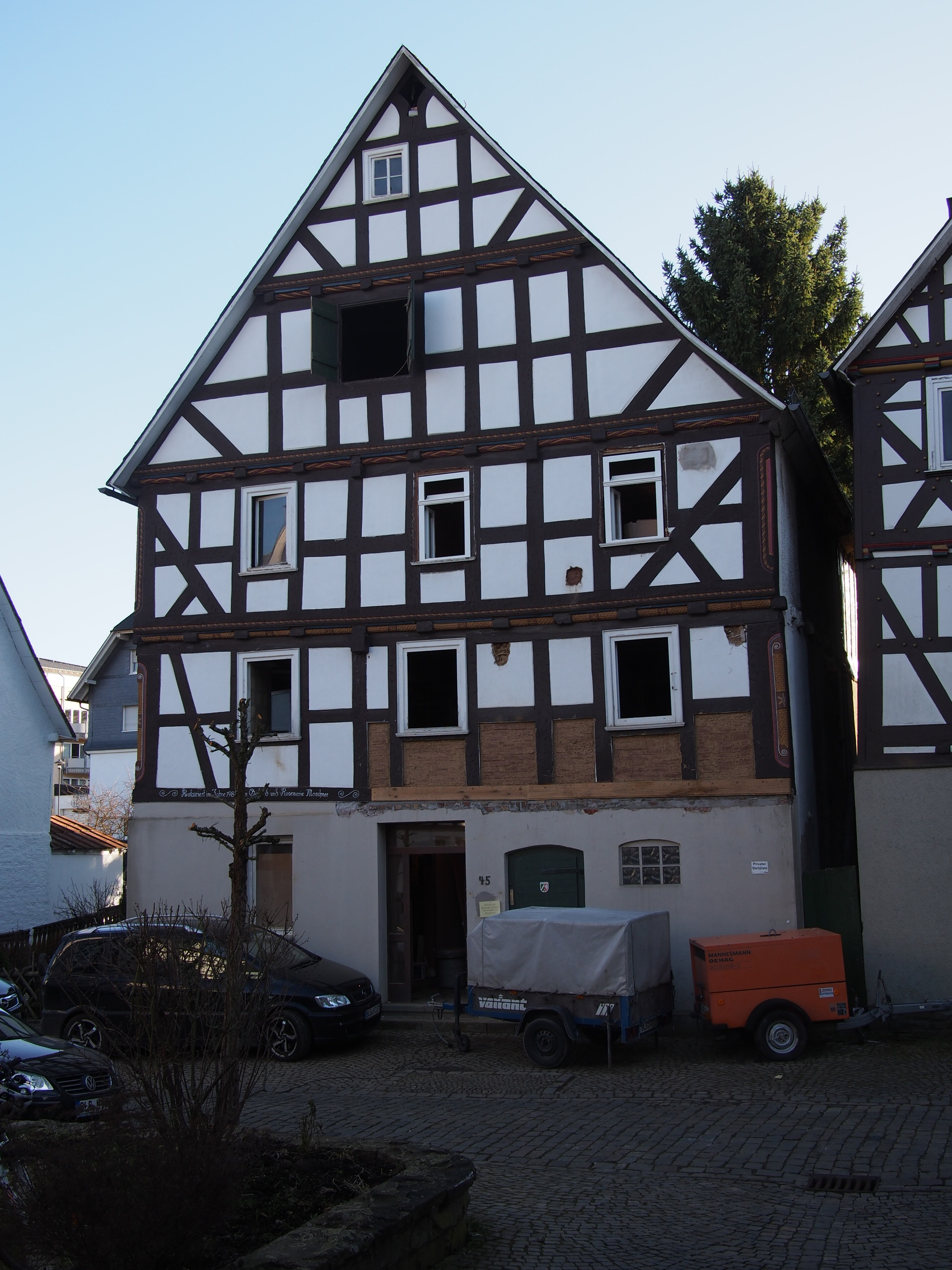
Nordfassade des Hauses Wallstraße 45 in Bad Laasphe

Das Haus Wallstraße 45 ist ein seit 1985 unter Denkmalschutz stehendes Fachwerkhaus in der historischen Altstadt von Bad Laasphe, das 1695 als Bürgerhaus der Barockzeit errichtet wurde. Über einem steinernen Erdgeschoss erheben sich zwei Fachwerkgeschosse.
Die Datierung beruht auf einem dendrochronologischen Gutachten aus dem Jahr 2014, in dem das Fälldatum eines zentralen Balkens im Winter 1694/95 ermittelt wurde.

## Besitzergeschichte
Erster bekannter Besitzer der Parzelle war Martin Ditzrod.
Um 1640 erwarb der Schneider Matthias Hammer das Anwesen. 1667 wurde er zum Bürgermeister gewählt und saß damit auch im Stadtrat. Es ist unklar, ob hier schon seine ältesten Kinder Johannes (1641) und Anna Margarete (23. Juni 1644) geboren wurden. Sicher aber die jüngste Tochter Anna Katharina (19. Januar 1651), die jedoch schon im folgenden Jahr verstarb. Matthias Hammer selbst ist am 29. April 1694 gestorben.
Errichtet wurde das heutige Haus von seinem Sohn Johannes Hammer. Anlass dazu war vermutlich der Tod seines Vaters und die Übernahme des Besitzes. Johannes Hammer war Schneidermeister und hatte am 26. April 1668 Katharina Achenbach geheiratet (geb. 31. Dezember 1650). Das Ehepaar hatte acht Kinder, von denen der Schneider Johann Georg das Haus nach dem Tod des Vaters am 26. März 1713 übernommen hat.